# Tichý Don
Tichý Don (rusky Тихий Дон) je hlavní dílo Michaila Šolochova a jedno z nejvýznamnějších prozaických děl sovětské literatury. Šolochov za tento čtyřdílný epický román z prostředí donských kozáků obdržel roku 1965 Nobelovu cenu za literaturu. Pojednává zejména o období první světové války a občanské války v Rusku.

## Obsah
Román líčí život kozáků za carského Ruska, za první světové války, za říjnové revoluce a krátce po ní. Hlavním hrdinou románu je Grigorij Melechov, který váhá mezi kozáckými tradicemi podonské vesnice Tatarskoje, z níž pochází, a revolučními touhami. Hledání pravdy mezi kozáky či rudými končí u Grigorije naprostou deziluzí, která jej dovede k zločinné Fominově bandě. Grigorie na jeho cestě životem provází vášnivá láska k Axiňji Astachovové, vdané ženě ze stejné vesnice. Grigorij sám je sice ženatý, ale i v osobním životě se nedovede rozhodnout pro jednu z žen. Melechovovo hledání končí tragicky. Jeho milovanou Axiňju zastřelí, jeho žena Natalja se rozhodne, že svému muži již dále nebude jen doma rodit děti, zatímco on má jinou, a nechá si udělat pokoutný potrat, po němž však vykrvácí a zemře. Sám Melechov zbraně i patrony hodí pod led do Donu a vrátí se do rodné vesnice ke svým dětem.
Celý román má čtyři díly. V prvním díle Šolochov pojednává rodinnou předhistorii Melechovových ve vsi Tatarskoje, v níž zachází až k rusko-turecké válce v letech 1877–1878. Vlastní děj prvního dílu se nicméně odehrává těsně před první světovou válkou v letech 1905–1914. První díl má tři části. V druhém díle je vylíčena vlastní revoluce od října 1916 do dubna 1918, tento díl má dvě části. Třetí díl se zabývá dobou od května 1919 a má jedinou část, čtvrtý díl, kterým celý román končí, sahá až do května 1922, kdy končí občanská válka a sovětská vojska postupně likvidují bandy na jihu země. Poslední díl má dvě části.
Hlavním motivem románu je hledání pozice člověka v surových podmínkách světa. Melechov je svědkem početných příkoří, vražd i radostí, po smrti Axiňji navíc ztrácí smysl života.

## Vznik románu
Šolochov napsal první část knihy velmi rychle v roce 1925. Pojednal v něm o únorové revoluci roku 1917 a vládě Kerenského a nakonec i o říjnové revoluci. Poté si však uvědomil, že kozácká privilegia a život ve vesnicích okolo Donu zůstává čtenáři nepochopitelný, a tak již napsané části předsadil první díl. Třetí díl psal další čtyři roky, poslední díl potom osm let. Díky tomu první a druhý díl vyšel v roce 1928, třetí díl v roce 1932 a čtvrtý díl teprve v roce 1940. Souborné vydání Tichého Donu vyšlo v roce 1941, první české vydání v roce 1945.
Šolochov napsal první díl knihy ve velmi mladém věku. To zavdalo řadě tehdejších literárních kritiků i spisovatelů, včetně Alexandra Solženicyna a Roje Medvěděva, důvod k opakujícím se obviněním z plagiátorství . Skutečné autorství bylo připisováno Fjodorovi Krjukovi, kozákovi a bělogvardějskému veliteli, který zemřel v roce 1920 na tyfus. K podobnému závěru došel na základě statistické analýzy textu i A. T. Fomenko .
Možnost přinejmenším částečného plagiátorství Tichého Donu novodobě připouští i historik Brian J. Boeck. Ten se navíc ve svém textu „Stalinova Šehrezáda“ a knize „Stalinův písař – Literatura, ambice a přežití – Život Michaila Šolochova“ zaobírá mj. i podstatným vlivem sovětského vůdce Josifa Vissarionoviče Stalina na podobu dalších pokračování románu a také oporou, jaké se Šolochovi dostalo od dalšího spisovatele Maxima Gorkého.

## Adaptace
Román byl několikrát zfilmován. Poprvé podle románu natočil film Ivan Pravov a Olga Preobraženskaja v roce 1931 (Tichý Don). V letech 1957–1958 Sergej Gerasimov natočil třídílný film. Sedmidílný televizní seriál natočil v letech 1992–1993 Sergej Bondarčuk a po mnohých potížích ho v roce 2006 dokončil jeho syn Fjodor Bondarčuk (vydán byl také jeho zkrácený filmový sestřih). Roku 2015 byl odvysílán čtrnáctidílný televizní seriál.

## Odraz v kultuře
Tichý Don je zmíněn v písni Ivana Hlase „Na kolena“, použité ve filmu Šakalí léta (1993), který na pozadí příběhu zobrazuje i sovětizaci československých reálií v Praze v 50. letech 20. století.